# Sommer-Paralympics 2024/Teilnehmer (Guatemala)
| stlisierte Goldmedaille | stlisierte Silbermedaille | stlisierte Bronzemedaille |
| ----------------------- | ------------------------- | ------------------------- |
| —                       | —                         | —                         |

Guatemala entsandte einen Athleten und eine Athletin zu den Paralympischen Sommerspielen 2024 in Paris. Als Fahnenträger bei der Eröffnungsfeier wurden Ericka Esteban und Juan Diego Blas ausgewählt.

## Teilnehmer nach Sportart

### Bogenschießen
| Männer          |                     |     |    |                      |     |               |               |               |               |    |
| Juan Diego Blas | Recurve Einzel (ST) | 606 | 17 | Hector Julio Ramirez | 4:6 | ausgeschieden | ausgeschieden | ausgeschieden | ausgeschieden | 17 |

### Leichtathletik
| Athleten       | Klassifizierung | Wettbewerb(e) | Zeit/Weite  | Rang |
| -------------- | --------------- | ------------- | ----------- | ---- |
| Frauen         |                 |               |             |      |
| Ericka Esteban | T38             | 400 m Vorlauf | 1:11,79 min | 13   |